# Pickyball
El pickyball es un deporte de pelota disputado entre dos jugadores o dos parejas de jugadores.
Los jugadores golpean la pelota con la mano haciéndola picar dentro de su cancha antes de que pase al campo del rival.

## Historia
El pickyball nació la noche del 19 de febrero de 2005 en la ciudad de Bahía Blanca, Argentina como un juego en una mesa larga con reglas diferentes. Al día siguiente se definieron las reglas totalmente renovadas y se jugaron los primeros partidos sobre una superficie de cemento.
Los primeros jugadores y colabores del pickyball fueron: 
- Rodrigo Pombo
- Federico Müller
- Bruno Mantovani
- Guido Gabriele
- Lucas De Genaro

Más tarde se incorporaron jugadores como Daniel Orozco (bicampeón nacional), Santiago Arcucci y Alejandro "El Paisa" Arroyave

## Objetos del juego

### Campo de juego
La superficie de juego debe ser dura com el cemento o el asfalto, en lo posible sin irregularidades (para que la pelota pique como debe).
La forma de la cancha es un rectángulo con un área variante según se juegue en pareja o no, pero en la práctica la longitud de la cancha depende de las instalaciones disponibles, lo recomendable es 7 m de largo y 3 m de ancho (para individuales) o 4 m (para dobles).

### Divisor de campo
Cruzando la mitad de la cancha se coloca una valla que divide los dos campos. Esta debe tener una altura de entre 6 y 10 cm.

### Pelota
Debe ser una pelota de tenis común.

### Equipamiento
Los jugadores que deseen podrán utilizar guantes protectores para disminuir el dolor luego de extensas partidas de pickyball. 
Los guantes con partes rígidas no están permitidos por la Asociación Argentina de Pickyball.

## Reglas

### Tiros correctos
Un tiro correcto es aquel en el que la pelota luego de ser golpeada por el jugador, pica en su campo y si hace algún otro pique (antes de que otro jugador la golpee) lo hace en el campo contrario.
Aclaración: los golpes sobre el divisor de campo no se tienen en cuenta como piques).

#### Saque
Para que el saque sea un tiro correcto además de lo dicho anteriormente debe ser cruzado.
Al igual que en el tenis y el paddle tenis el jugador tendrá un segundo saque en caso de fallar el primero.

### Puntos
Uno de los jugadores obtiene un punto cuando:
- Luego de un tiro correcto suyo ninguno de los jugadores contrarios toca la pelota antes de un tercer pique (el primer pique en su cancha, el segundo en la contraria y el tercero en cualquier lado).
- Un jugador contrario golpea la pelota y no hace un tiro correcto.
- El equipo contrario golpea dos veces consecutivas la pelota antes que la golpee el equipo propio (aunque lo haya hecho el mismo jugador o haya habido un pique entre los golpes).

### Tanteo
Al igual que el tenis y el paddle tenis el juego se divide en games y sets.
El primer punto ganado por un jugador se llama 15, el segundo 30, el tercero 40 y si se consiguen dos puntos de ventaja luego de 40: se consigue un game. Cuando los dos jugadores empatan a 40, se tendrá que ganar por dos puntos de diferencia, por lo que el jugador que gana el siguiente punto se pone en "ventaja", si gana el punto siguiente el game pasa a su favor en el marcador y si lo gana su contrario entonces se vuelve a la igualdad (iguales o deuce). Se necesitan 6 games mínimo para ganar un set pero con una ventaja de 2 juegos. A 6-5 es necesario un juego más para ganar el set (7-5). En caso de empate a 6 games, se juega un game especial llamado tie-break que sirve para desempatar el set. 
El ganador será el primero que gane 2 (si se juega a 3 sets) o 3 sets (si se juega a 5).

#### ¿Por qué 15-30-40?
Históricamente esa puntuación de 15-30-40-juego y luego seis juegos para un set viene de la astronomía antigua en la que se usaba un Sextante para medir la elevación del sol. El sextante se divide en 4 partes (15º-30°-45°-60°), y es la sexta parte de una circunferencia de 360° (6 juegos = 1 Set = 360°). La puntuación corresponde por tanto a dichas mediciones que eran en esa época tan usuales como para nosotros el sistema decimal. Luego el 45° que en inglés es Forty Five, se dejó en forty para comodidad del árbitro.

## Golpes especiales
- Golpe del sapo: Consiste en emular el epostracismo, tirando una pelota rápida y lo más baja que el divisor de campo permita.
- El puño: Golpe recto con el puño cerrado.
- Kame Hame: Golpe con las manos unidas, ideal para cuando se quiere evitar un revés.

## Campeonatos
- Campeonato Aniversario de Pickyball Ordinario (CAPO): Disputado en Bahía Blanca y sobre cemento.